# Jugulator
Albums de Judas Priest
Metal Works '73–'93
(1993) The Best of Judas Priest: Living After Midnight
(1997)
Singles
1. Burn in Hell
Sortie : 16 octobre 1997
2. Bullet Train
Sortie : 1998

Jugulator est le treizième album studio du groupe de heavy metal anglais Judas Priest. Il est sorti le 28 octobre 1997 sur le label SPV/Steamhammer et a été produit par Glenn Tipton, K. K. Downing & Sean Lynch.

## Historique
C'est le premier album avec Tim "Ripper" Owens au chant qui remplace Rob Halford parti en 1993 former Fight. Il fut enregistré dans le Surrey dans les studios Silvermere Studios en 1996 et 1997. Les deux guitaristes, K. K. Downing et Glenn Tipton, composeront toutes les musiques. Tipton écrivit tous les textes.  
La version japonaise du single Bullet Train contient deux titres plus anciens du groupe, réenregistrés avec Tim Owens: Rapid Fire et Green Manalishi.Bullet Train fut nommé lors de la 41e édition des Grammy Awards dans la catégorie Grammy Award de la meilleure prestation metal.
Cet album se classa à la 82e place du Billboard 200 aux États-Unis, mais n'entra pas dans les charts britanniques.
La pochette est l'œuvre du dessinateur britannique Mark Wilkinson.

## Liste des titres
Toutes les pistes par: K. K. Downing et Glenn Tipton (les paroles sont écrites par Glenn Tipton).
1. Jugulator – 5:50
2. Blood Stained – 5:26
3. Dead Meat – 4:44
4. Death Row – 5:04
5. Decapitate – 4:39
6. Burn in Hell – 6:42
7. Brain Dead – 5:24
8. Abductors – 5:49
9. Bullet Train – 5:11
10. Cathedral Spires – 9:12

## Composition du groupe
- Tim "Ripper" Owens : chant
- K. K. Downing : guitare rythmique et solo
- Glenn Tipton : guitare rythmique et solo
- Ian Hill : basse
- Scott Travis : batterie, percussions

## Charts
| Pays       | Durée du classement | Meilleur classement |
| ---------- | ------------------- | ------------------- |
| Allemagne  | 5 semaines          | 9e                  |
| Autriche   | 3 semaines          | 34e                 |
| Canada     | 2 semaines          | 87e                 |
| États-Unis | 2 semaines          | 82e                 |
| Finlande   | 2 semaines          | 24e                 |
| Suède      | 1 semaine           | 33e                 |
| Suisse     | 1 semaine           | 43e                 |